# Chiesa di Sant'Andrea (Tangeri)

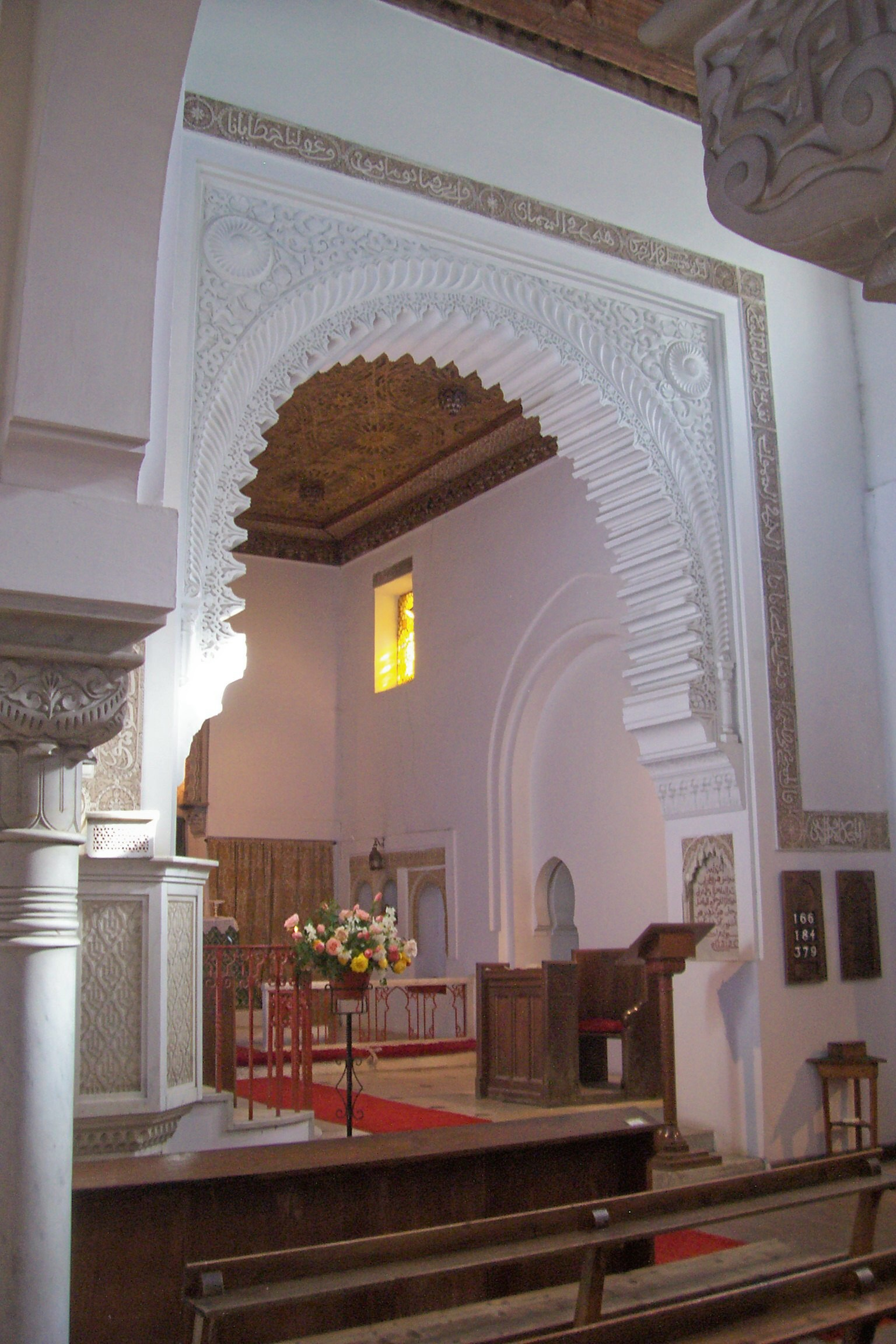
Interno della chiesa

La chiesa di Sant'Andrea è una chiesa anglicana a Tangeri, Marocco, consacrata nel 1905.

## Storia
Nel 1880, re Hasan I donò il terreno alla comunità britannica per la costruzione di una piccola chiesa anglicana a Tangeri. Dopo la costruzione della chiesa constatarono l'insufficienza delle dimensioni per l'accoglienza della crescente comunità di devoti, perciò ne fu costruita un'altra nel 1894, che divenne la chiesa di Sant'Andrea. Fu consacrata nel 1905. L'interno è decorato con una fusione di diversi stili, con forti influenze moresche. Il campanile, a forma di minareto, si affaccia sull'adiacente cimitero.
Tra le persone commemorate nella chiesa vi sono Emily Keene, Sherifa di Wazzan (1849-1944), che ha introdotto il vaccino contro il colera in Marocco. Era un'operatrice umanitaria britannica, sposata con Shareef di Ouazzane, un leader religioso locale. Morì a Tangeri e la sua lapide commemorativa si trova nel lato occidentale dell'edificio. La sua reale tomba è nel cimitero della famiglia Wazzan nel quartiere Marshan di Tangeri, affacciato sullo stretto di Gibilterra.
Tra le personalità sepolte nella proprietà della chiesa si annoverano Sir Harry MacLean (1848-1920), Paul Lund (1915-1966) e Walter Harris (1866-1933), scrittore britannico.